# Święta Góra (Gostyńska)

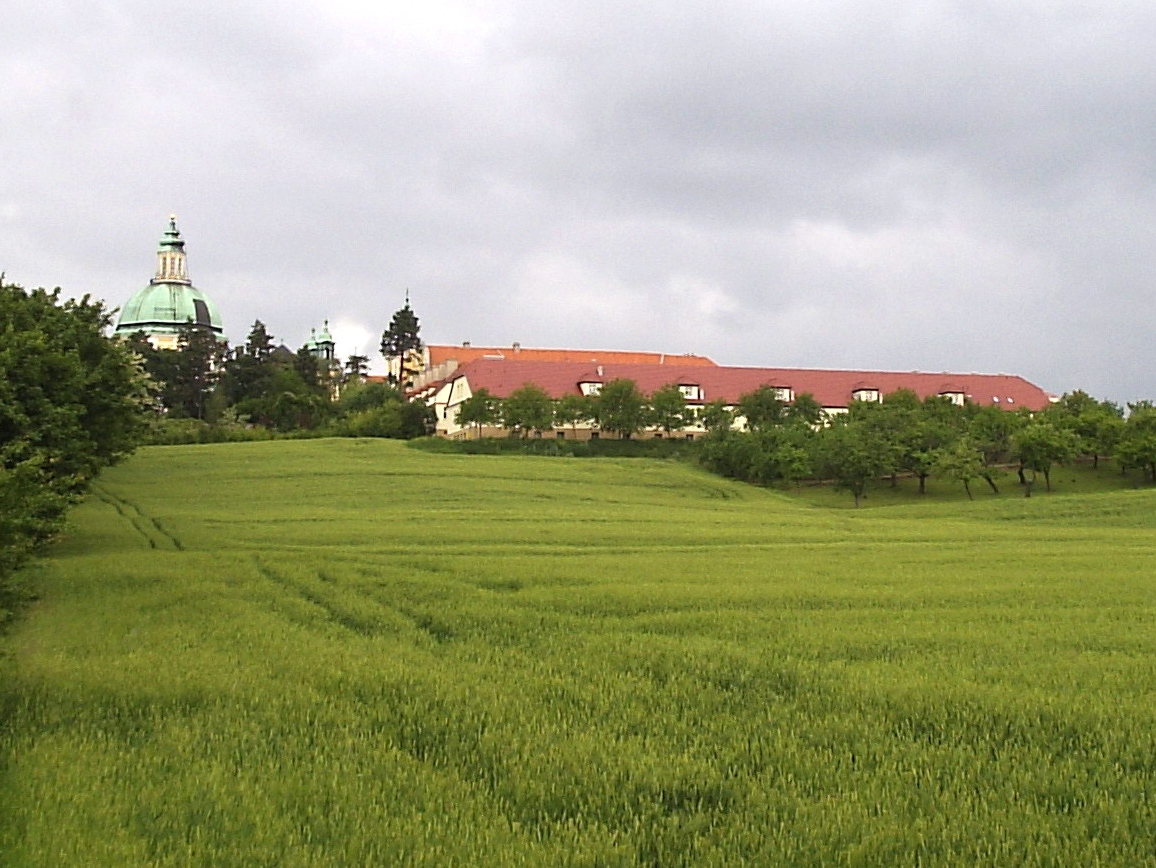
Święta Góra

Święta Góra – jedno ze wzgórz w pobliżu Gostynia, w woj. wielkopolskim, w powiecie gostyńskim, na terenie gminy Piaski. Znajduje się na nim Bazylika Księży Filipinów oraz kompleks zabudowań klasztornych.